# Скоп (Гіжицький повіт)
Скоп (пол. Skop, нім. Skoppen) — село в Польщі, у гміні Рин Гіжицького повіту Вармінсько-Мазурського воєводства.
Населення — 423 особи (2011).
У 1975-1998 роках село належало до Сувальського воєводства.

## Демографія
Демографічна структура станом на 31 березня 2011 року:
|          | Загалом | Допрацездатний вік | Працездатний вік | Постпрацездатний вік |
| -------- | ------- | ------------------ | ---------------- | -------------------- |
| Чоловіки | 233     | 51                 | 166              | 16                   |
| Жінки    | 190     | 34                 | 114              | 42                   |
| Разом    | 423     | 85                 | 280              | 58                   |